# 100 große Entdeckungen
100 große Entdeckungen (englischer Originaltitel 100 Greatest Discoveries) ist eine Dokumentarserie des US-amerikanischen Senders The Science Channel, ein Ableger von Discovery Channel.

## Inhalt und Beschreibung
Die Serie umfasst neun Folgen zu ca. jeweils 46 Minuten: In den ersten acht Folgen werden 100 wichtige Entdeckungen aus den Bereichen Evolution, Geologie, Medizin, Physik, Astronomie, Chemie, Genetik und Biologie vorgestellt und teilweise durch Schauspieler nachgestellt, die letzte, Top Ten, fasst die durch Zuschauer ausgewählten zehn wichtigsten Entdeckungen zusammen. Moderiert wird die Serie von Bill Nye, der in den USA als Bill Nye the Science Guy in der gleichnamigen Emmy-prämierten Fernsehserie bekannt wurde.
Die Erstausstrahlung fand in den USA ab dem 8. Dezember 2004 auf The Science Channel und als HD-Fassung auf Discovery HD Theater statt. Im Jahr 2005 folgte eine Ausgabe auf 9 DVDs und später eine Gesamtausgabe auf 5 DVDs.
Die Serie wurde 2008 im deutschen Bezahlfernsehen Premiere im Kanal Discovery Geschichte ausgestrahlt.